# Arístides Rojas
Arístides Fabián Rojas Aranda (né le 1er août 1970 à Limpio au Paraguay) est un joueur de football international paraguayen, qui évoluait au poste d'attaquant.

## Biographie

### Carrière en sélection
Avec l'équipe du Paraguay, il joue 28 matchs (pour 3 buts inscrits) entre 1989 et 1998. 
Il figure dans le groupe des sélectionnés lors de la Coupe du monde de 1998. Lors du mondial organisé en France, il joue deux matchs : contre l'Espagne et le Nigeria.
Il participe également à la Copa América de 1997, où son équipe atteint les quarts de finale.

## Palmarès
| RC Lens - Championnat de France D2 : - Vice-champion : 1990-91. |  | Club Guaraní - Championnat du Paraguay : - Meilleur buteur : 1996 (22 buts). |